# Rolf Gutbrod
Rolf Gutbrod (* 13. September 1910 in Stuttgart; † 5. Januar 1999 in Arlesheim im Kanton Basel-Landschaft, Schweiz; vollständiger Name: Konrad Rolf Dietrich Gutbrod) war ein deutscher Architekt und Hochschullehrer.

Neue Liederhalle, Stuttgart 1956

## Leben

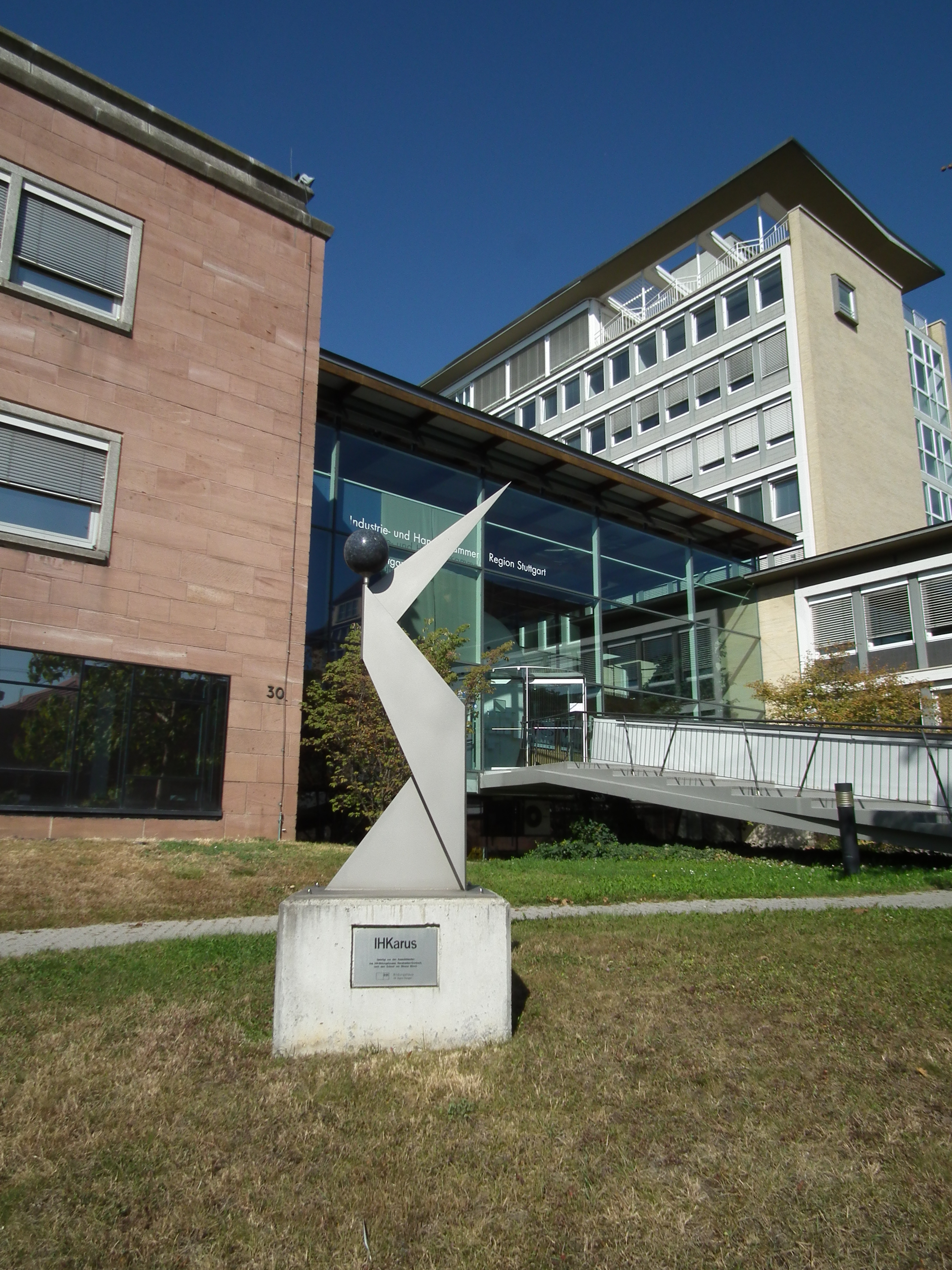
IHK Stuttgart (1950–1967)

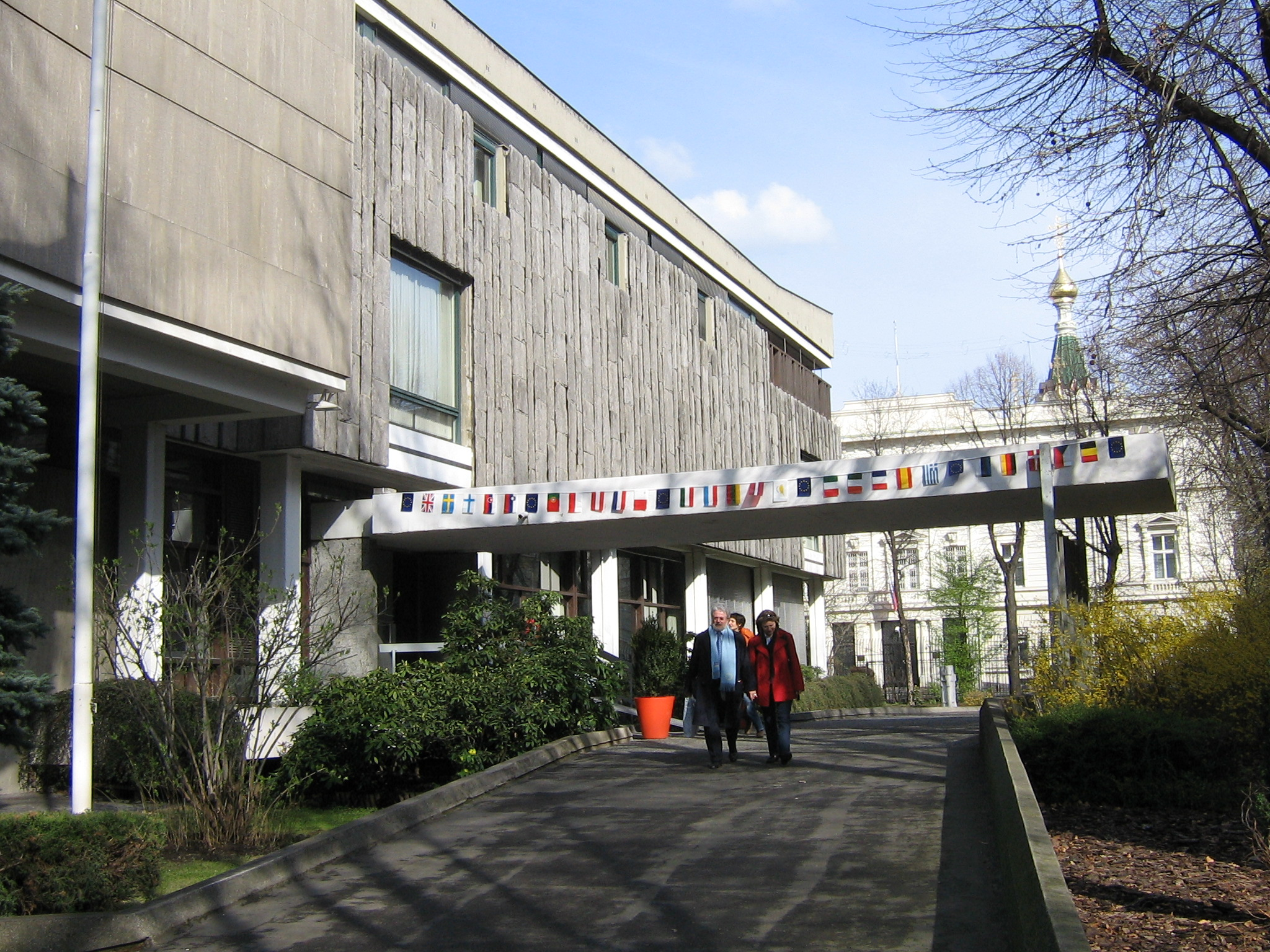
Deutsche Botschaft Wien (1959–1965)

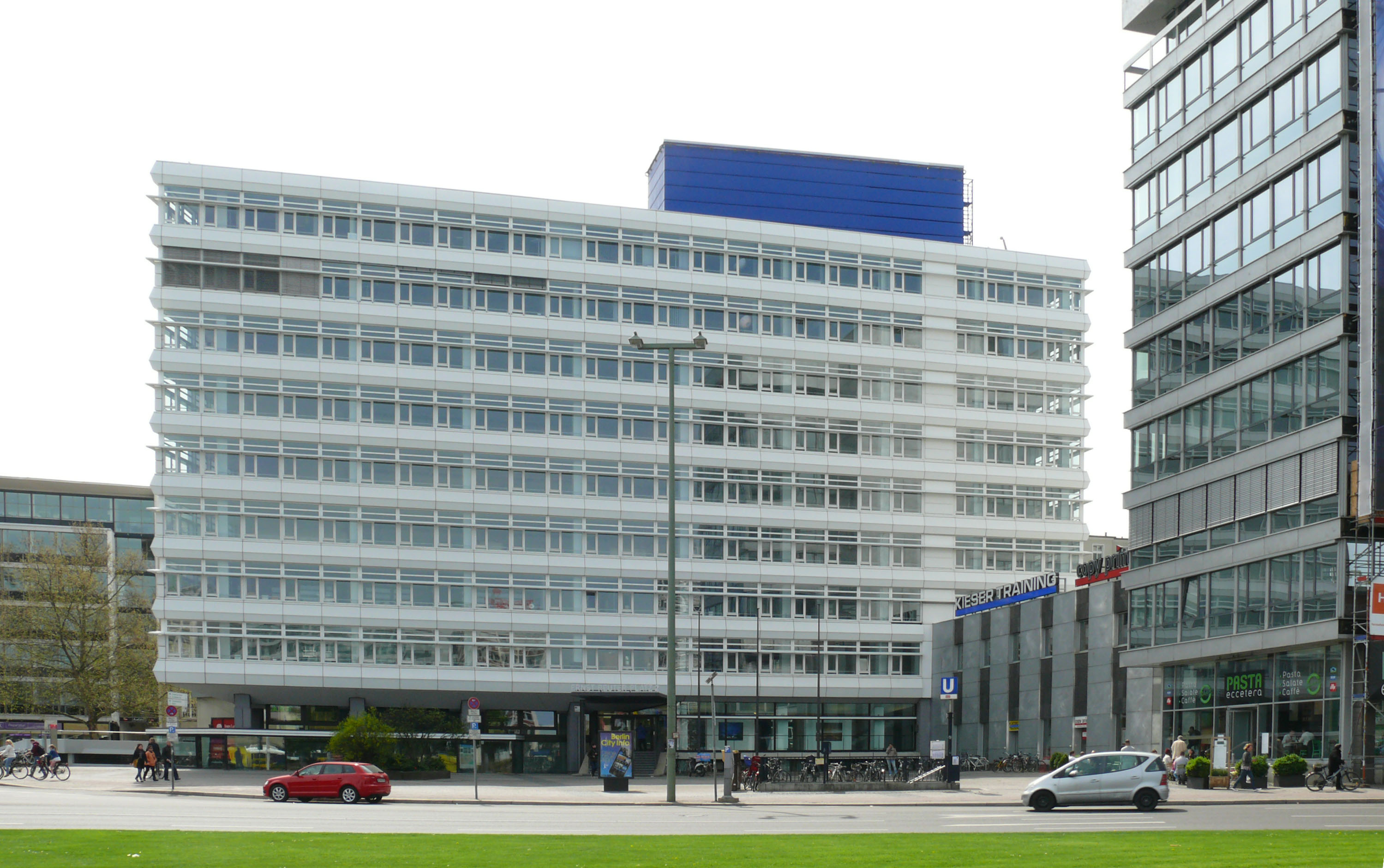
IBM-Haus Berlin (1960–1962)

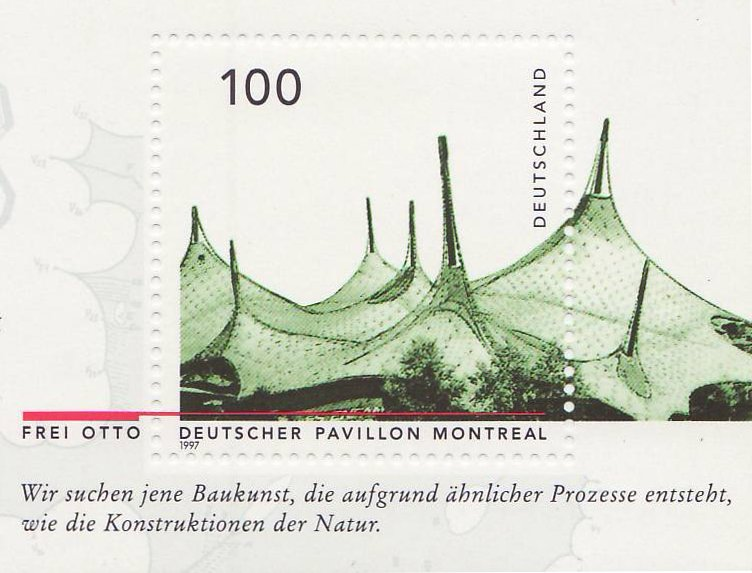
Deutscher Pavillon für die Expo 67 (1967)

Gutbrod war ein Sohn des Arztes Theodor Gutbrod und dessen Frau Eugenie Sofie, geb. Wizemann. Er besuchte zunächst die Freie Waldorfschule Stuttgart, die erste Waldorfschule. Gutbrod begann in den Jahren 1929 und 1930 das Studium der Architektur an der TH Berlin-Charlottenburg unter anderem bei Jobst Siedler. Ab 1930 bis 1931 und von 1932 bis 1935 setzte er seine Studien bei Paul Bonatz, Paul Schmitthenner u. a. an der Technischen Hochschule Stuttgart fort. Nach Tätigkeiten in den Büros von Gustav August Munzer und Günter Wilhelm machte er sich 1936 in Stuttgart selbständig, arbeitete 1936 bis 1937 jedoch wieder in vorgenanntem Büro.
Nach dem Einsatz im öffentlichen Dienst während der Kriegsjahre nahm Gutbrod 1946 seine selbständige Tätigkeit als Architekt wieder auf, ein wichtiger Mitarbeiter aus dieser Zeit war Ottmar Besenfelder. 1947 wurde er Lehrbeauftragter für Entwerfen an der Technischen Hochschule (heute Universität) Stuttgart, ab 1957 lehrte er als Gastprofessor an der İstanbul Teknik Üniversitesi, an der auch sein 1956 verstorbener Lehrer Paul Bonatz von 1946 bis 1954 tätig gewesen war. Von 1961 bis 1972 war er Ordinarius für Innenraumgestaltung und Entwerfen in Stuttgart. Eine Gastprofessur an der University of Washington in Seattle folgte 1963.
Bekannt wurde er vor allem durch die Stuttgarter Liederhalle, gemeinsam mit Adolf Abel, das erste asymmetrische Konzerthaus der Welt, mit einer frei geschwungenen Grundrissform und dem
Deutschen Pavillon für die Weltausstellung Expo 67 in Montreal, gemeinsam mit Frei Otto.

## Bauten (Auswahl)
- 1937: Heizhaus der Flak-Kaserne im Fallenbrunnen in Friedrichshafen[3][4]⊙
- 1949–1950: Haus der Holzberufsgenossenschaft in Stuttgart (bekannt als LOBA-Haus), mit Ottmar Besenfelder.[5]
- 1950–1967: Industrie- und Handelskammer Stuttgart⊙
- 1950: Milchbar am Flamingosee für die Deutsche Gartenschau 1950, Höhenpark Killesberg, Stuttgart, mit Denes Holder
- 1952–1953: Verlagsbauten der Versandbuchhandlung Rieck Aulendorf in Aulendorf, mit Denes Holder[6]
- 1952: Neuwiesenschule in Ravensburg⊙[6]
- 1952: Montagehalle des Werk 2, Porsche-Automobilhersteller, Stuttgart-Zuffenhausen[7]
- 1953–1957: Fernsehstudio Villa Berg (mit Herta-Maria Witzemann und Hellmut Weber)
- 1955–1956: Studentenhaus (Clubhaus und Wohnheim) der Eberhard Karls Universität Tübingen, Wettbewerbsentwurf aus dem Jahr 1954
- 1956: Liederhalle Stuttgart, Konzerthaus (mit Adolf Abel)⊙
- 1957: Firma Rössler & Weißenberger in Stuttgart
- 1959–1965: Deutsche Botschaft Wien, Metternichgasse 3 (abgerissen)⊙
- 1960–1962: IBM-Verwaltungsgebäude in Berlin⊙
- 1962–1964: Hochhaus an der Friedrichstraße (ehemaliges VW-Hahn-Hochhaus) in Stuttgart
- 1962–1968: Wohnsiedlung in der Gropiusstadt in Berlin
- 1963–1968: Württembergische Bank in Stuttgart, am Kleinen Schlossplatz⊙
- 1964–1966: Haus der Werbung in Berlin („Dorland-Haus“) (mit Horst Schwaderer und Hermann Kiess)⊙
- 1964–1968: Universitäts- und Stadtbibliothek Köln sowie Hörsaalgebäude der Universität zu Köln⊙
- 1967: Deutscher Pavillon der Weltausstellung in Montreal (mit Frei Otto u. a.)
- 1968: Freie Waldorfschule am Kräherwald in Stuttgart
- 1969–1970: Haus am Opernplatz in Berlin-Charlottenburg (mit Horst Schwaderer und Sigbert Vogt)⊙[8]
- 1974: Rudolf-Steiner-Schule in Wuppertal
- 1966–1974: Hotel und Konferenzzentrum in Mekka, Saudi-Arabien (mit Frei Otto)
- 1966–1976: Funkhaus des Süddeutschen Rundfunks (SDR) in Stuttgart („Stuttgarter Funkhaus“)
- 1981: Kulturhaus Lüdenscheid[9]⊙
- 1982: Fernsehturm Stuttgart (Neugestaltung der Inneneinrichtung des Turmkorbs)
- 1985: Kunstgewerbemuseum Berlin später in Teilen verändert und von 2012 bis 2014 umgestaltet[10]

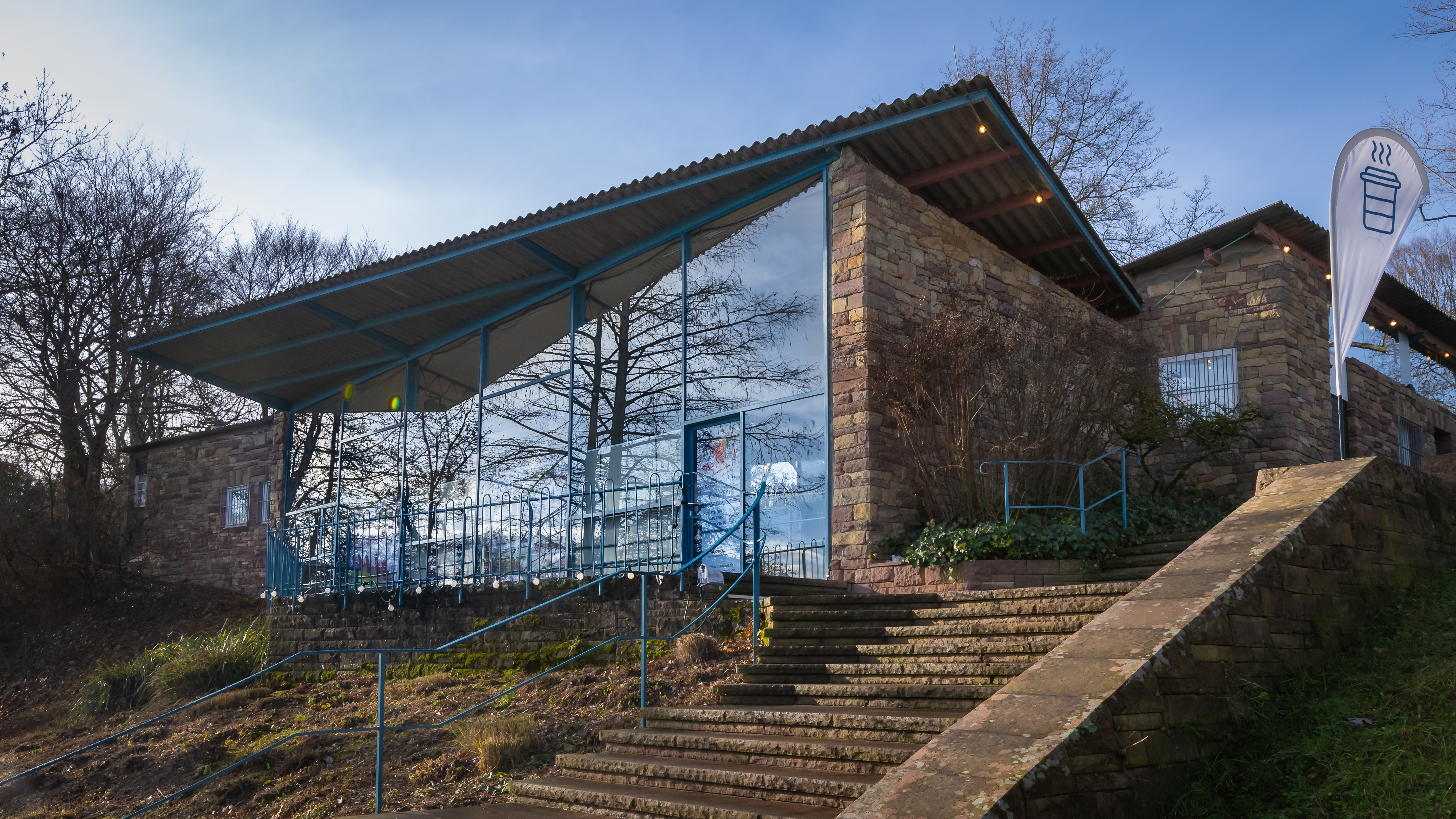
Milchbar für die Deutsche Gartenschau 1950, Höhenpark Killesberg, Stuttgart (1950)
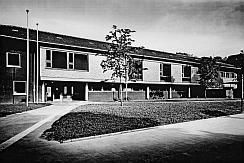
Clubhaus in Tübingen (1956)
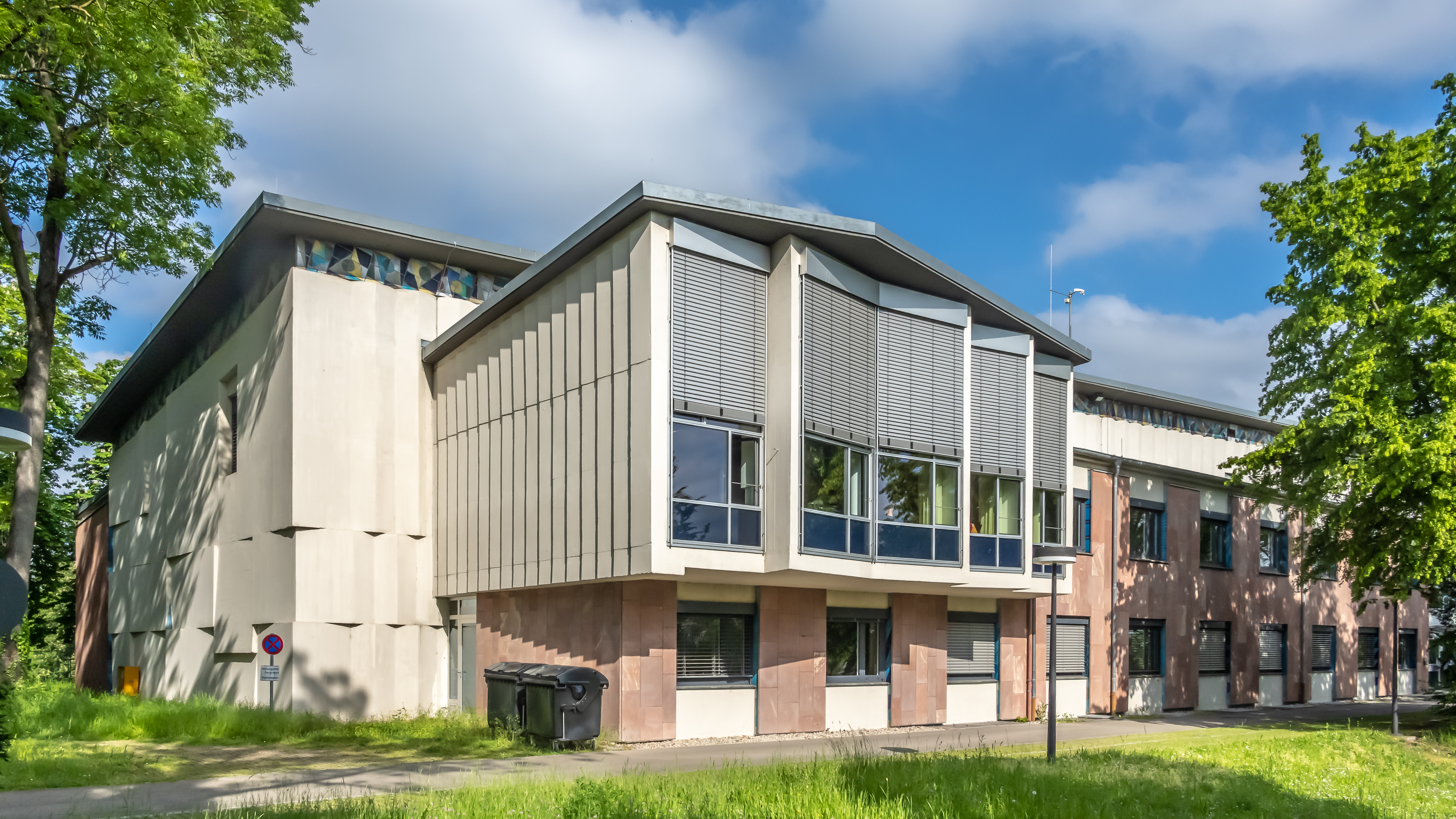
SWR-Funkstudio in Stuttgart (1953–1957)
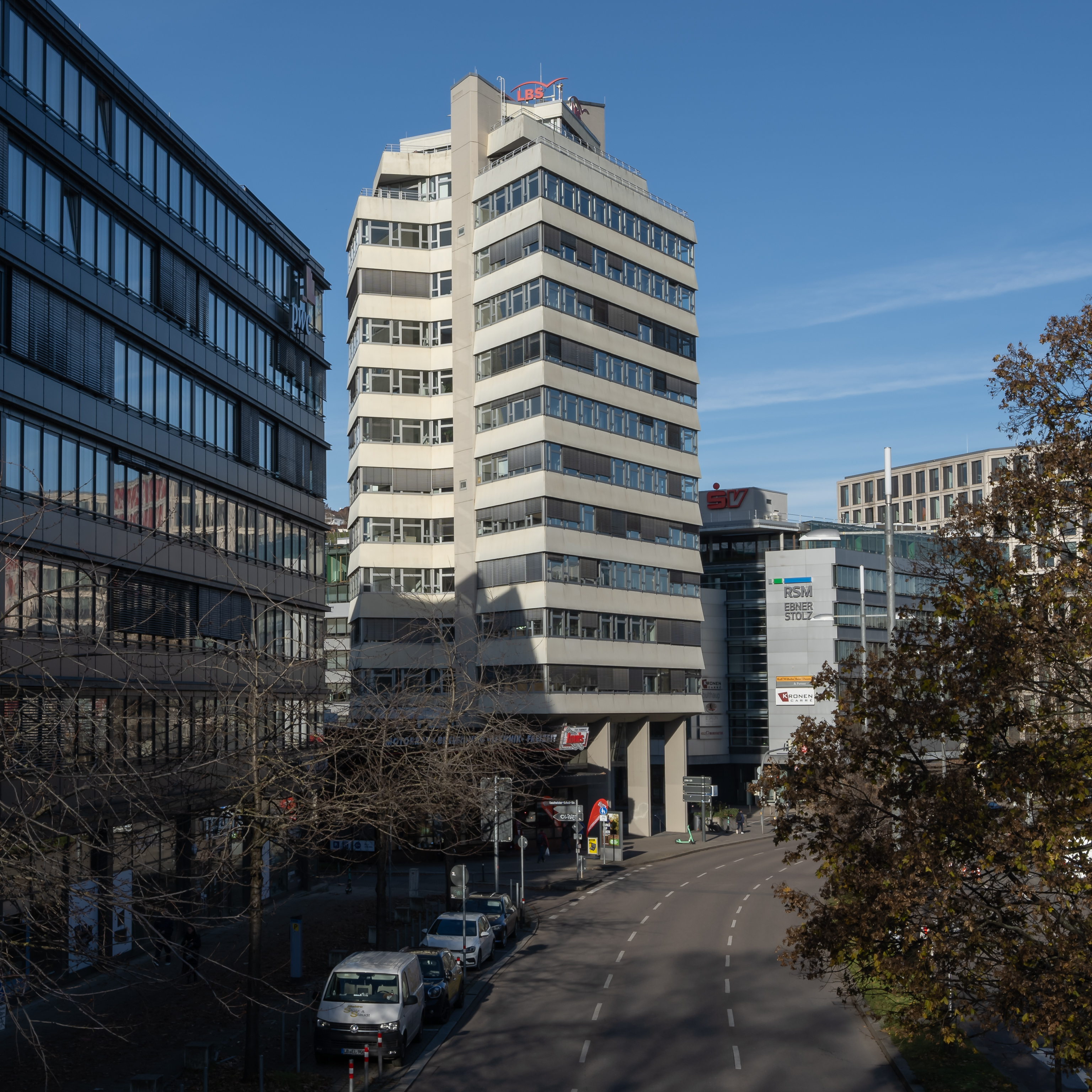
Hochhaus an der Friedrichstraße in Stuttgart (1962–1964)
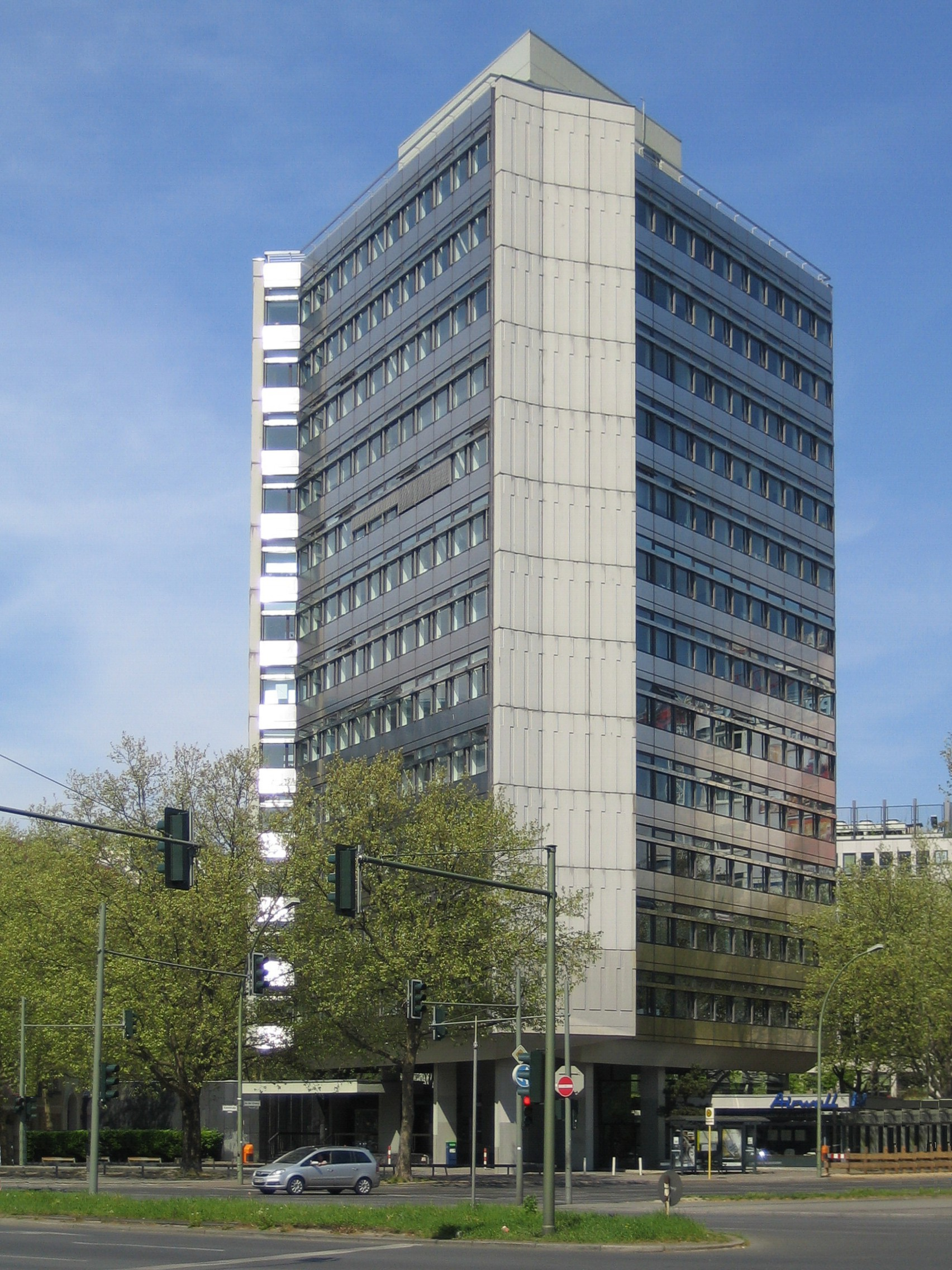
Das Dorland-Haus in Berlin (1964–1966)
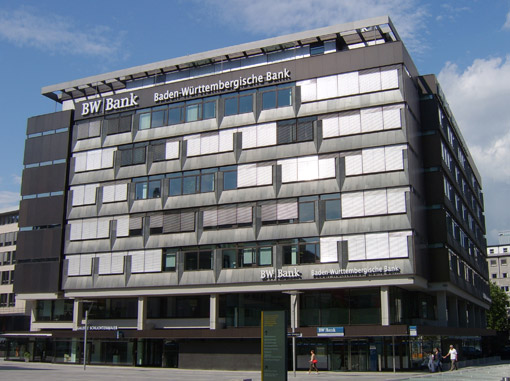
Württembergische, heute Baden-Württembergische Bank in Stuttgart (1963–1968)
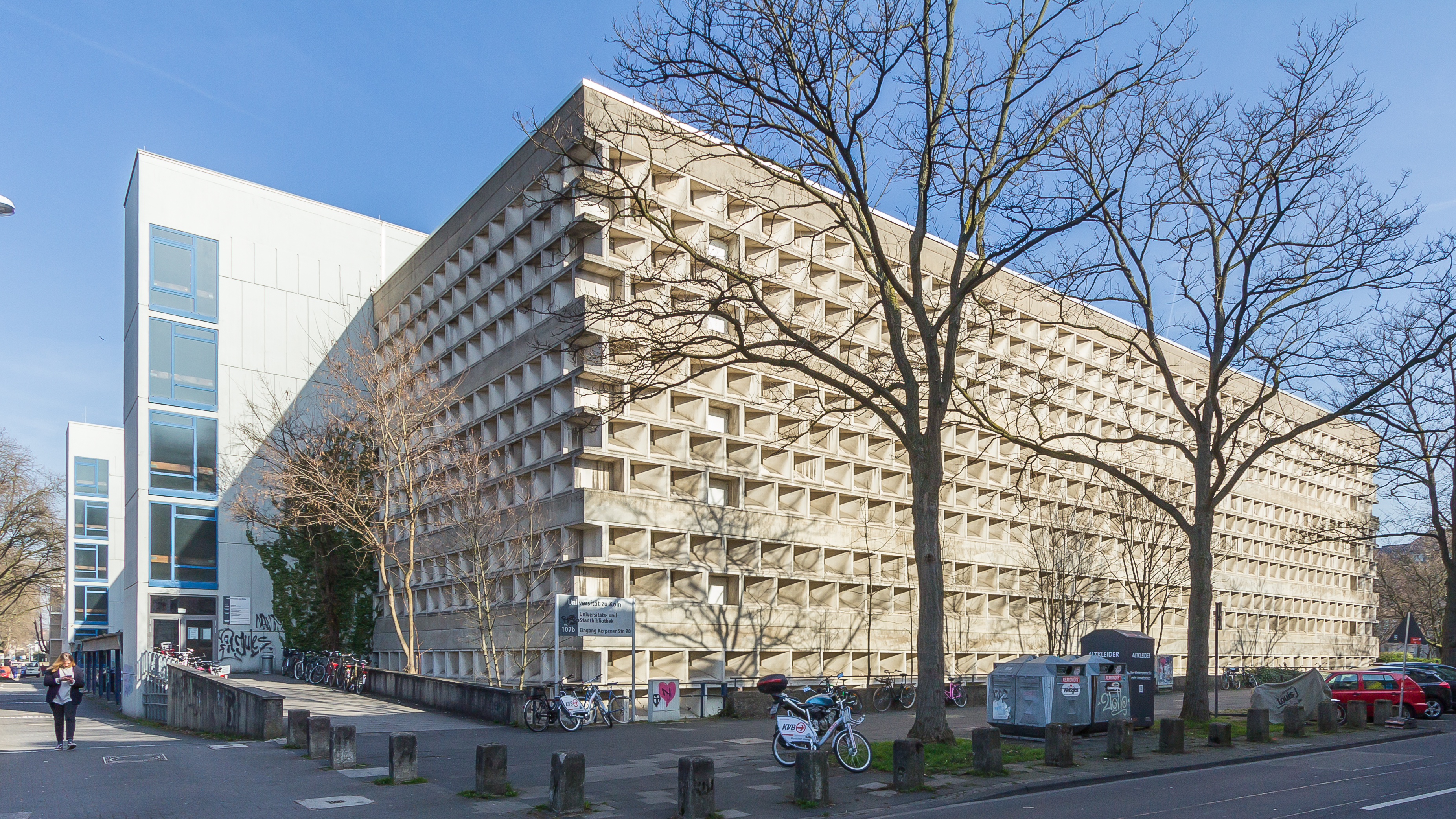
Universitäts- und Stadtbibliothek Köln (1964–1968)
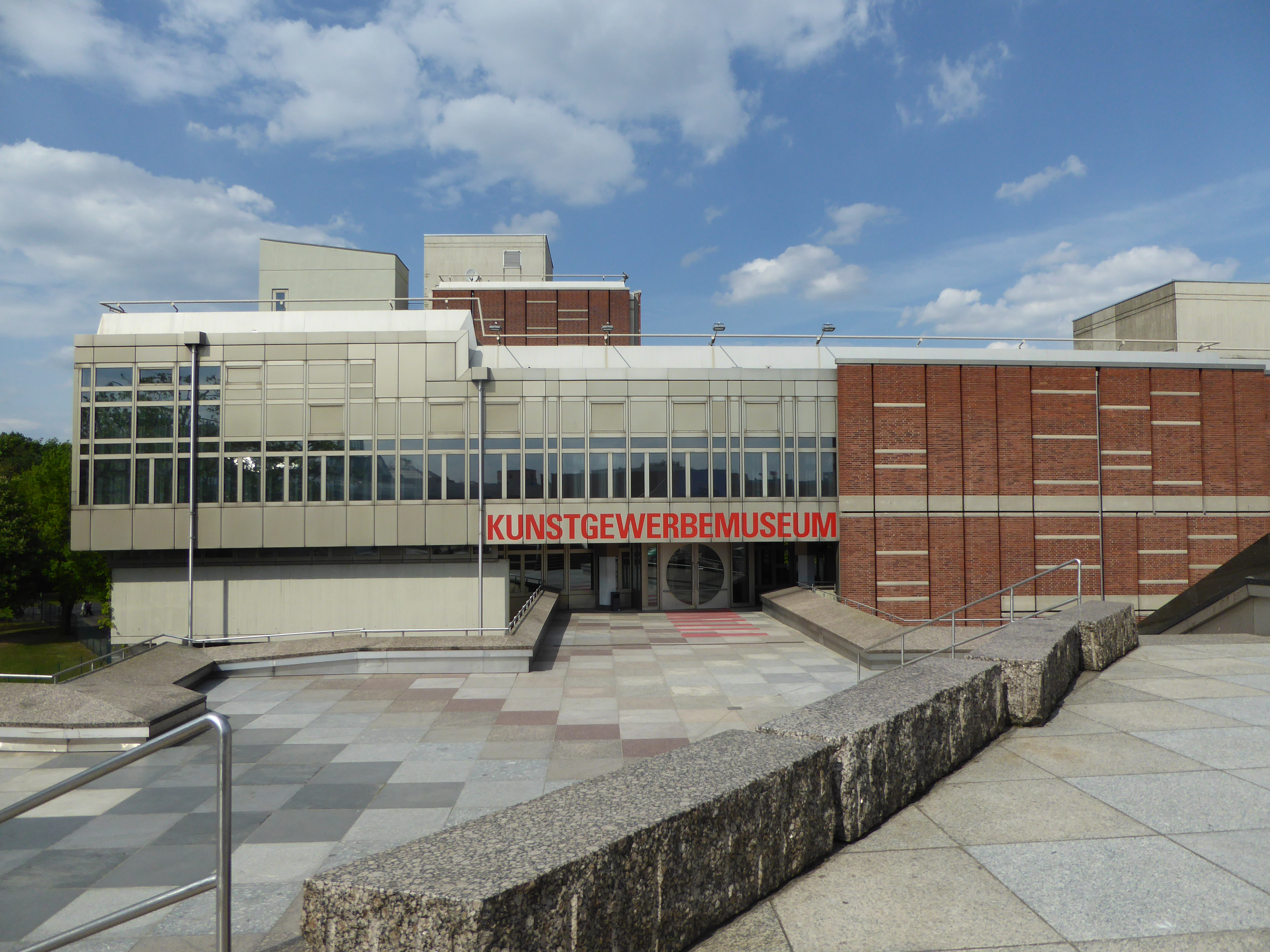
Kunstgewerbemuseum Berlin (1966–1985, Eröffnung 1987)

## Preise und Auszeichnungen
- 1968: Auguste-Perret-Preis (Prix Perret) der Union Internationale des Architectes (UIA) für den Deutschen Pavillon auf der Weltausstellung Expo 67 in Montreal, Kanada.[11]
- 1969: Hugo-Häring-Preis für den Verwaltungsbau der Württembergischen Bank in Stuttgart[12]
- 1970: Paul-Bonatz-Preis für die Gebäude der Württembergischen Bank, Stuttgart
- 1971: Orden Pour le Mérite für Wissenschaft und Künste
- 1972: Großes Verdienstkreuz mit Stern der Bundesrepublik Deutschland
- 1972: Paul-Bonatz-Preis für die Gebäude der Waldorfschule Uhlandshöhe, Stuttgart
- 1980: Aga Khan Award for Architecture für das Hotel- und Konferenzzentrum in Mekka, Saudi-Arabien
- 1983: Architekturpreis Beton für das Kulturhaus Lüdenscheid
- 1991: Bürgermedaille der Stadt Stuttgart

## Nachlass
Aus dem Nachlass Gutbrods befindet sich ein umfangreiches Werkarchiv mit ca. 25.700 Plänen und 12.500 Fotografien im Bestand des Südwestdeutschen Archivs für Architektur und Ingenieurbau (SAAI) am Karlsruher Institut für Technologie.

## Film
- Rolf Gutbrod – Häuser für Menschen. Dokumentarfilm, BR Deutschland, 1974, 57 Min., Buch und Regie: Gisela Reich, Produktion: SDR Stuttgart, Filmdaten von Landesbibliographie Baden-Württemberg online.